# Luigi Ventura

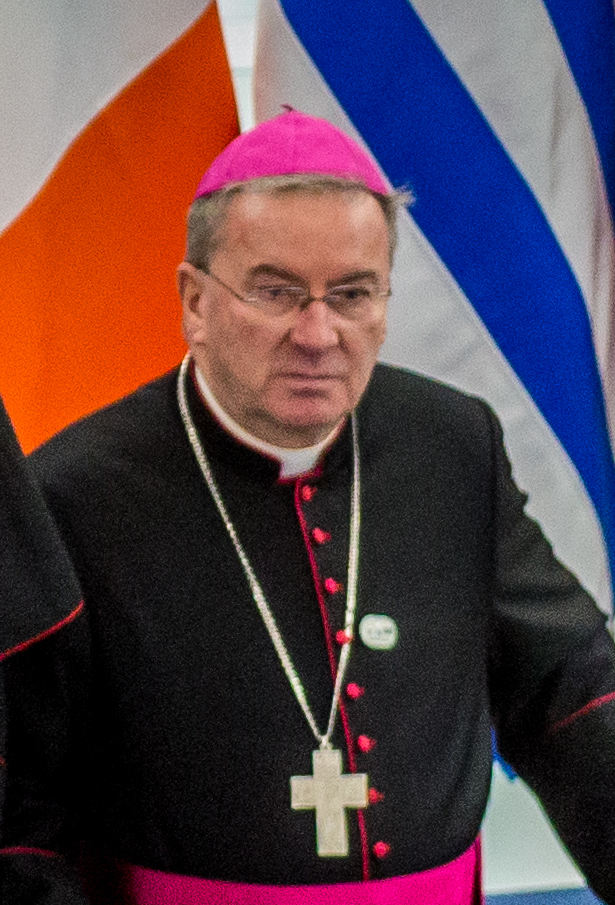
Luigi Ventura (2014).

Wappen von Luigi Ventura

Luigi Ventura (* 9. Dezember 1944 in Borgosatollo, Provinz Brescia, Italien) ist ein italienischer Geistlicher, emeritierter römisch-katholischer Erzbischof und Diplomat des Heiligen Stuhls.

## Leben
Luigi Ventura empfing am 14. Juni 1969 durch den Bischof von Brescia, Luigi Morstabilini, das Sakrament der Priesterweihe für das Bistum Brescia.
Am 25. März 1995 ernannte ihn Papst Johannes Paul II. zum Titularerzbischof von Equilium und bestellte ihn zum Apostolischen Nuntius in der Elfenbeinküste, in Burkina Faso und im Niger. Die Bischofsweihe spendete ihm am 29. April desselben Jahres Kardinalstaatssekretär Angelo Sodano; Mitkonsekratoren waren der Offizial im Staatssekretariat des Heiligen Stuhls, Kurienerzbischof Giovanni Battista Re, und der Bischof von Brescia, Bruno Foresti. Am 25. März 1999 entsandte der Papst Luigi Ventura als Apostolischen Nuntius nach Chile, am 22. Juni 2001 nach Kanada. Am 22. September 2009 ernannte ihn Papst Benedikt XVI. zum Apostolischen Nuntius in Frankreich.
Seit Januar 2019 ermittelte die Staatsanwaltschaft in Paris gegen Ventura wegen des Verdachts sexueller Übergriffe, der beim Neujahrsempfang der Pariser Bürgermeisterin Anne Hidalgo auffällig geworden war. Nachdem erste Ermittlungsergebnisse vorgelegen hatten, hob der Vatikan die diplomatische Immunität des Botschafters auf Antrag der französischen Staatsanwaltschaft am 8. Juli 2019 auf. Der Vatikansprecher erklärte, Ventura sei von Anfang an zur umfassenden Zusammenarbeit mit den französischen Justizbehörden bereit gewesen. Ein Betroffener, der unsittlich angefasst worden war, traf in Rom mit Vatikanvertretern zusammen und verklagte den Nuntius auch im Vatikan. Papst Franziskus nahm Mitte Dezember 2019 Venturas Rücktritt als Apostolischer Nuntius in Frankreich an; als Grund für den Rücktritt wurde Venturas Alter genannt.
Der Prozess gegen Ventura in Paris begann am 10. November 2020 in Abwesenheit des Angeklagten. In Frankreich hatten sich in der Zwischenzeit auch noch andere Männer gemeldet, die erklärten, von Ventura sexuell belästigt worden zu sein, und dies in mehreren Fällen bei öffentlichen Anlässen und/oder vor Zeugen. Am 16. Dezember 2020 verurteilte das Gericht Ventura in Abwesenheit zu einer Freiheitsstrafe von acht Monaten auf Bewährung.